# 로셰 데 돔

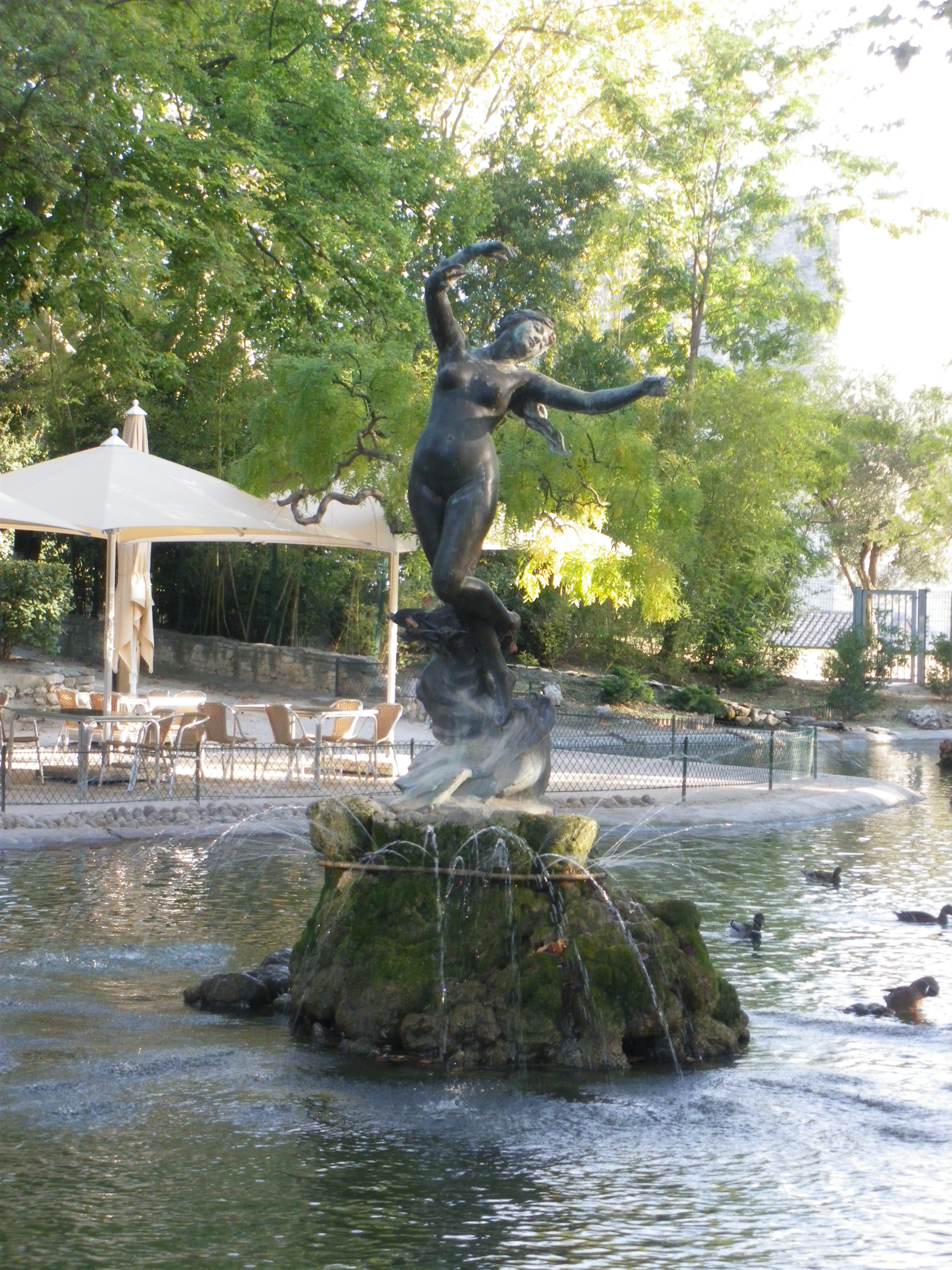

로셰 데 돔(Le Rocher des Doms)은 론강 왼쪽 강둑에 위치한 암벽이다.
론 강 하류에서 앙데옹 산을 마주보고 있는데 이 곳에서는 아비뇽 근교의 생 앙드레 요새를 볼 수 있다. 이 요새의 테라스 또한 그 아름다움이 세계적이고 정원은 1830년 정비되어 거대한 하나의 예술품과도 같다. 도시에 상당한 양의 물을 공급하는 저수지도 이 안에 있다.호수 중앙에는 1894년, 카르노 광장에서 이곳으로 옮겨진 펠릭스 샤르팡티에의 작품인 비너스상이 서 있다. 또한 해시계와 쟝 아텐을 포함, 아비뇽의 위인들의 동상도 볼 수 있다.